# Erythrodiplax solimaea
Erythrodiplax solimaea ist eine Libellenart aus der Unterfamilie Sympetrinae. Sie wurde 1911 durch Ris beschrieben. Seit Borrors Revision der Gattung wird sie der Attenuata-Gruppe zugeordnet. Die Art ist hauptsächlich im Amazonasgebiet Brasiliens verbreitet.

## Merkmale
Der bei den Männchen zwischen 22,0 und 23,0 Millimeter und bei den Weibchen 22,0 Millimeter lange Hinterleib (Abdomen) ist bei den Männchen vom ersten bis siebten Segment rötlich braun, wobei sich auf dem vierten bis siebten Segment ein seitlicher und ein apikaler schwarzer Kiel befindet. Die Segmente acht bis zehn hingegen sind schwarz mit einem über die Segmente acht und neun reichenden braunen Streifen. Die Hinterleibsanhänge sind braun. Der Hinterleib der Weibchen hat einen dunkelbraunen Farbton, der auf den Segmenten acht bis zehn nahezu schwarz wird. Das vierte sowie dritte Segment zeigt bei den Weibchen zudem blasse grünliche Flecken, die auf dem dritten durch einen braunen Kiel unterbrochen werden. Der Thorax der Weibchen ist bräunlich schwarz mit eingestreuten gelblich-grünen Farbtupfern und dunklen grünlichen Seiten. Das Gesicht ist grünlich, während die Stirn sowie der Hinterkopf dunkelbraun sind.
Die Hinterflügel sind bei den männlichen Tieren zwischen 24,5 und 26,0 Millimeter; bei den weiblichen 27,0 Millimeter lang und besitzen ein bis zu 3,3 Millimeter großes Flügelmal (Pterostigma). Beide Flügelpaare der Männchen weisen einen ausgeprägten, rötlich braunen Fleck auf, welcher bis zum Nodus reicht. Bei den Weibchen reicht der Fleck hingegen nur bis zur zweiten (Vorderflügel) beziehungsweise zur vierten (Hinterflügel) Antenodalader.

## Ähnliche Arten
Der Art besonders ähnlich ist Erythrodiplax fervida. Neben dem schwärzeren Hinterleib reicht der Fleck im Flügel bei jener aber nur bis zur Spitze des Flügeldreiecks.